# Psyroides pentagramma
Psyroides pentagramma là một loài bướm đêm trong họ Geometridae.